# 儿童卖淫
儿童卖淫（英語：Child Prostitution）指的是涉及儿童的卖淫活动，这是儿童商业性剥削的一种形式。该术语通常是指未成年人或未达到同意年龄之人的卖淫。在绝大部分司法辖区，作为对卖淫活动普遍禁止的一部分，儿童卖淫也是非法的。
儿童卖淫通常会以性贩卖的形式表现出来，而在这种情况下，儿童通常是在被绑架或诱拐的情况下从事性交易或求生性行为。如果是后者，那么儿童从事性活动往往是为了获得基本必需品，例如食物和庇护所。儿童卖淫通常也与儿童色情有关，并且经常两者会重叠在一起。有些人会前往某些国家从事儿童性旅游。2002年的研究表明，全球大约有超过1000万儿童正在从事卖淫活动。虽然这种情况在南美洲和亚洲相对比较高发，但是全球几乎所有地区都有儿童卖淫且不分是否为发达国家或发展中国家。尽管从事该行业的男孩数量有所增加，但是大多数从事卖淫的儿童还是为女童。
联合国所有会员国均已根据《儿童权利公约》和《关于买卖儿童、儿童卖淫和儿童色情制品问题的任择议定书》而承诺禁止儿童卖淫。与此同时，民间也有各种运动和组织在阻止儿童卖淫。

## 概念定义
关于“儿童卖淫”目前有几种定义。联合国将儿童卖淫定义为“以金钱或其他代价诱拐或提供儿童与其或其他人进行性行为的举动”。《儿童权利公约》中《关于买卖儿童、儿童卖淫和儿童色情制品问题的任择议定书》则将其定义为
“为了报酬或出于任何其他形式的考虑而在性活动中利用儿童”。这两种定义都强调，即便儿童给予了明确的同意，但他依然是被剥削的受害者。国际劳工组织的《1999年最恶劣形式的童工劳动公约》（第182号公约）则定义为“利用、诱使或提供儿童从事卖淫”。
位于日内瓦的国际劳工组织办公室表示，儿童卖淫与儿童色情是儿童性剥削的两种主要形式，两者常常重叠。前者常常被用于描述儿童商业性剥削这一更为广泛的概念。不过它并不包括儿童商业性剥削的其他可识别形式，例如：童婚、家庭童工和基于性目的的贩卖儿童。
在实际中应用这个术语则是颇具争议的话题。美国司法部指出“该术语一词中包含了‘选择’的含义，但事实却并非如此”。反对使用该术语的团体表示儿童卖淫或童妓这两个词的含义是有问题的，因为儿童通常不被期望能够对卖淫做出明智的决定。作为替代，他们使用“沦为卖淫的儿童（Prostituted Children）”和“儿童商业性剥削”这样的词语。其他团体则使用“儿童性工作者”这个词语，借此暗示儿童并不总是“被动受害者”。

## 原因类型
儿童常常因为自身的脆弱性而被社会结构或独立动因逼迫进入成年人的状况，他们通过出卖自己或自己的身体而被性剥削和性虐待。结构与能动性常常联合迫使儿童从事商业性活动，例如：儿童沦为卖淫者之前往往遭受过性虐待，而这又常常发生在儿童的家庭内。许多人认为，卖淫的儿童大部分来自东南亚地区，而他们的顾客则通常是来自西方国家的性旅游者。但是社会学家路易斯·布朗（Louise Brown）则认为，尽管西方人为该行业的发展做出了贡献，但是大多数童妓的顾客却还是本地的亚洲人。
儿童卖淫通常发生在妓院、酒吧、俱乐部、家庭或特定街道及地区（通常是当地的贫民窟）的环境里。根据一项研究显示，大概只有10%的童妓是由皮条客所控制，而超过45%的童妓则是通过朋友介绍而进入这个行业的。国际童工研究办公室的莫林·贾非（Maureen Jaffe）和索尼娅·罗森（Sonia Rosen）写道，尽管每个案例的情况千差万别，“有些受害者是从家里或收养机构里离家出走的，而有些人则是被其父母卖掉的，还有些人被迫或被诱拐而卖淫的，甚至还有一些本来就是流落街头的儿童。同时，他们有些人只是业余从事卖淫，而另外有些人则是将卖淫视为职业。尽管人们会有些考虑童妓中的年轻女孩，但参与卖淫的年轻男孩数量正在上升。而其中最令人沮丧的案例莫过于那些从事卖淫却又同时被监禁的儿童，这些儿童有进一步遭受酷刑并随后死亡的风险。”
美国司法部副检查总长詹姆斯·科尔（James Cole）说道：“大多数面临卖淫的受害儿童都是受剥削的脆弱儿童。许多案犯的目标正是那些离家出走、性侵受害及被亲生父母严重忽视的儿童。他们不仅要面临影响自己身体的创伤性暴力，而且与卖淫的暴力生活纠缠在一起。”

### 人口贩卖
联合国毒品和犯罪问题办公室将“人口贩卖”定义为“为剥削目的而通过暴力威胁或使用暴力手段，或通过其他形式的胁迫，通过诱拐、欺诈、欺骗、滥用权力或滥用脆弱境况，或通过授受酬金或利益取得对另一人有控制权的某人的同意等手段招募、运送、转移、窝藏或接收人员”。根据国际劳工组织的估计，全球约有4030万人是人口贩卖的受害者。而联合国儿童基金会指出，自1982年以来，大约有3000万儿童被贩卖。在人口贩卖中，性奴隶的比例高达79%。虽然其中绝大部分为妇女，但是儿童的比例估计占到20%。而在这些人口贩运中，女性同样可能是加害者。
2007年，联合国发起了“联合国打击人口贩卖全球倡议”。在联合国儿童基金会、欧洲安全与合作组织及联合国妇女发展基金的协助下，从阿拉伯联合酋长国募得资金建立了联合国打击人口贩卖全球倡议组织。联合国打击人口贩卖全球倡议组织旨在通过利益相关者的相互支持来打击人口贩运，利益相关者包括政府、企业和其他大型全球活动者。他们的第一个倡议是宣传人口贩运是不道德的说法；并称这已成为一个日益严重的问题，需要全球合作才能停止其继续。联合国打击人口贩卖全球倡议组织努力降低对全球对这种剥削的需求，并为潜在的受害者创造一个安全的环境。
在某些情况下，性贩卖的受害者要么是被陌生人绑架，要么是受到胁迫或诱骗、虚假承诺等。而在另外一些案例里，则是由于贫困，这些儿童的家庭允许或强迫他们进入这个行业。在将这些孩子带到国外的情况下，人贩子剥夺了一个现实，即这些儿童常常无法理解当地的语言，更不清楚他们的合法权益。
有研究报告指出人贩子更喜欢12岁以下的女孩，因为年幼意味着她们更容易塑造成人贩子所需要的角色；同时她们还极有可能是处女，这对嫖客来说值得付出更高的代价。不过人贩子在平时会让她们化妆显得更加成熟一些并伪造她们的年龄文件，以避免被当地的执法机关打击。受害者们往往有着相似的背景，他们大多都来自犯罪率高且缺乏教育机会的社区。但是，受害者们不限于此，有其他来自各种环境的男男女女都是性贩卖的受害者。
心理治疗师玛丽·德·切斯奈（Mary De Chesnay）认为性贩卖受害者会经历五个阶段：陷于困境、被人招募、转卖他处、惨遭剥削和得到解放。切斯奈指出，最后一步很少完成。在性贩卖中，受害者被谋杀或意外死亡的几率很高，同时自杀率也不低，因此很少有被贩卖的受害者可以逃脱或得到解救。
而在网络性贩卖中，受害儿童通常是在被拐卖到其他地方之后通过网络被强迫卖淫，或通过商业流媒体的网络摄像头被直播强奸。他们被迫在分享屏幕上观看那些付费用户，并遵循他们的要求。这些消费者会通过加密货币以及其他技术来掩盖其真实身份。

### 求生性行为
儿童卖淫的另一个重要原因就是“为了生存”。美国司法部指出：
|  | “求生性行为”指的是儿童为了金钱、食物、住所、衣服或其他生存所需的物资而发生性行为。在这种情况下，性交易通常只涉及儿童和嫖客；从事性交易的儿童一般不接受皮条客、老鸨或其他贩卖者的控制或指挥。任何与孩子发生性行为的人，无论这个孩子是受到贩卖者控制或是为了求生，他均可以被起诉。 |

由联合国儿童基金会和拯救儿童委托，在社会学家安雅妮特·罗斯加（Annjanette Rosga）领导下的一项针对战后波斯尼亚和黑塞哥维那儿童卖淫情况的报告指出，贫穷是一个重要原因。她说：“全球性交易既是有组织犯罪问题，又是每天人们在严峻的经济困境中挣扎求生的产物。只打击犯罪问题而无视贫困问题，那只是治标不治本……对于女孩来说，知道自己正在参与什么并在某种程度上自愿参与是很普遍的。也许她们认为自己会与众不同并能够逃脱，或者她们宁愿冒险也不愿感到无能为力地呆在贫穷中。”国际童工研究办公室的莫林·贾非（Maureen Jaffe）和索尼娅·罗森（Sonia Rosen）对此表示不同意见，他们认为，贫穷本身并不会经常迫使儿童卖淫，因为在一些贫困的社会中，贫穷并不普遍存在。相反，许多外部因素，例如家庭状况恶劣和家庭暴力，都是造成这一问题的原因。
为了生存而卖淫的儿童在发达国家或发展中国家都有存在。在亚洲，一些未成年女孩通过在妓院工作来养家糊口。而在斯里兰卡，由于当地社会更加重视女性的贞洁，因此当地家庭会安排儿子去卖淫。贾非（Jaffe）和罗森（Rosen）则在他们的报告中指出北美儿童卖淫通常是由于“经济因素、家庭暴力和虐待，以及家庭解体和吸毒成瘾”。在加拿大，一名年轻男子因在2012年教唆一名15岁女孩在网上卖淫而被定罪； 他曾鼓励她卖淫并以此作为赚钱的手段。他保留了她的全部收入，并威胁她如果不继续下去就将遭受暴力侵害。

## 影响

### 卖淫儿童的待遇
卖淫儿童常常被迫在危险的环境里工作，这里没有基本的卫生条件。他们常常面临暴力威胁，有时还会被殴打或强奸。研究员罗宾·克拉克（Robin E. Clark）、朱迪思·弗里曼·克拉克（Judith Freeman Clark）和克里斯汀·亚当梅克（Christine A. Adamec）在他们的研究报告里写道，他们“普遍遭受了许多虐待，（因此）不幸并健康状况不佳”。一个例子是德里克·詹森曾经如此报道过尼泊尔的女性性贩卖受害者，“（她们）‘被驯服’的过程包括被强奸和被殴打，然后她们再以每次1到2美元的价格在每晚接客35次”。而另外一个例子则是大多数被诱拐到印度的尼泊尔男孩在之后会被贩卖到孟买、海得拉巴、新德里、勒克瑙和戈勒克布尔的妓院。一名受害者在他14岁的时候离开了尼泊尔，此后他被贩卖为奴隶，期间遭受了囚禁、殴打、饥饿和强制割礼。他报告说，在他逃脱和返回尼泊尔之前，他与40到50个男孩被关押在妓院里，其中大部分男孩已经被阉割。
犯罪学家罗纳德·弗劳尔斯（Ronald Flowers）写道，儿童卖淫与儿童色情制品有着密切的联系，多达三分之一的儿童卖淫者通过影片或书籍参与到色情活动中。他说，离家出走的青少年常常被利用而参与到色情视频或照片的拍摄中。除色情制品外，弗劳尔斯还写道，“在这个双重性剥削的世界里，儿童常常是性侵、性倒错及性病的受害者，同时还有受到不可避免的性虐记忆困扰，以及自己受到损害、虐待及被玷污的身体。”

### 身体及心理影响
反对儿童卖淫的非政府组织“人道（Humanium）”表示，儿童卖淫这些做法会导致诸如“阴道撕裂、酷刑身体后遗症、疼痛、感染及意外怀孕”等伤害。由于儿童卖淫的服务对象极少采取保护措施来预防艾滋病毒的传播，因此儿童卖淫者面临感染艾滋病的高风险，并且他们当中的大多数人已经在某些地方感染了该疾病。其他性传播疾病也对儿童卖淫者构成威胁，例如梅毒和生殖器疱疹。同时在儿童卖淫者群体内也发现了高感染水平的结核病。这些疾病通常都是致命的。
被解救出来的儿童卖淫者也常饱受心理创伤的折磨，这包括抑郁症和创伤后应激障碍。其他心理问题还有愤怒、失眠、性和人格紊乱、无法信任成年人，以及失去自信。而与毒品有关的健康问题还包括牙齿问题、乙肝、丙肝，以及更为严重的肝肾疾病。其他医疗并发症包括生殖问题和性侵犯造成的伤害；暴力身体攻击造成的身体和神经问题；以及其他一般健康问题，包括呼吸系统问题和关节痛。

## 禁令规管

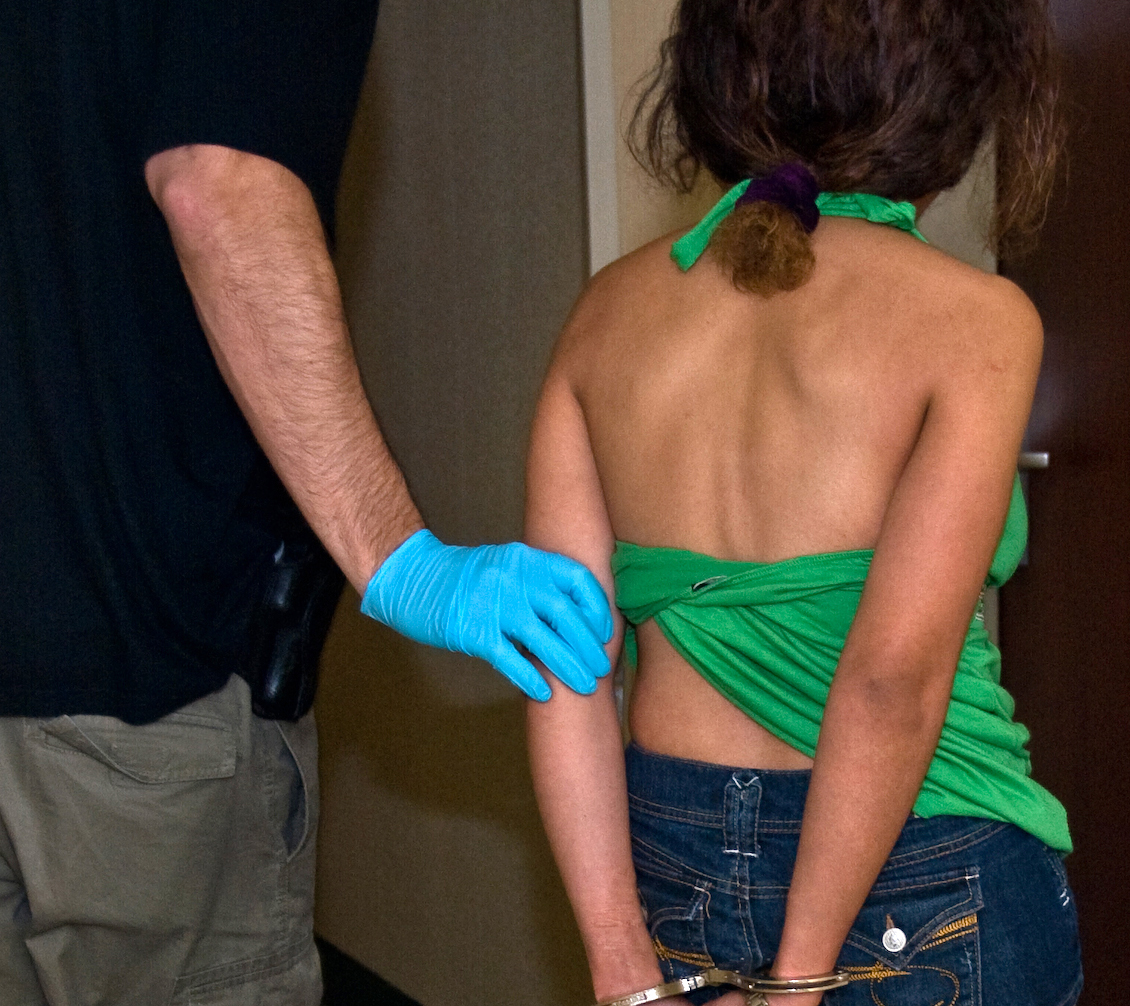
一名在美国全国第二次扫黄行动（Operation Cross Country II）中被FBI探员逮捕的成年嫌犯。这次在2008年10月开展的搜捕行动解救了大约105名被强迫卖淫的儿童

根据国际法的规定，任何迫使儿童卖淫的行为都是违法的。根据《联合国儿童公约》第34条的规定，“缔约国承担保护儿童免遭一切形式的色情剥削和性侵犯之害，……以防止……利用儿童卖淫或从事其他非法的性行为；……”。该公约于1989年11月20日通过并开放给联合国各成员国签字，目前已经得到140个国家签字并于1990年9月2日正式生效。1990年，联合国任命了联合国买卖儿童、儿童卖淫和儿童色情制品问题特别报告员。至少在过去的十年中，国际社会日益认识到解决贩卖儿童、儿童卖淫和儿童色情制品所造成的问题的重要性；并意识到损害儿童权利的活动往往与有组织犯罪有关。尽管针对成年人的卖淫是否合法在全球各司法辖区有不同的规定；但未成年人卖淫则在大多数的国家或地区是非法的，所有国家都对此有所限制。
关于什么是“儿童卖淫者”的定义在各个国家都有所不同，存在着一定的争议。国际法将儿童定义成任何年龄不满18周岁的个人；但是各国在立法时往往会承认较低年龄的同意年龄或成年年龄，这通常在13岁到17岁这个范围。因此，由于同意年龄存在着差异性，故而遇到跨国执法时往往会遇到当地执法人员不愿意配合的情况。不过，有些国家的确在立法时将青少年卖淫者与儿童卖淫者做了区隔。例如日本政府就将青少年卖淫者定义为年龄在13岁到18岁之间的未成年人。
涉及儿童卖淫的罪犯所受刑罚因司法辖区不同而异。在中华人民共和国，任何的卖淫活动都是禁止并违法的；但与14周岁以下女性未成年人发生性关系，无论同意与否都按强奸罪入罪并从严判刑。而在美国，参与儿童卖淫的嫌犯有可能被判处5至20年监禁。美国联邦调查局成立了一个名为“失踪儿童（Innocence Lost）”的新部门，致力于解救那些陷于卖淫活动中的儿童；该部门的成立旨在回应美国民众对暴风雨夜行动的强烈反应。在暴风雨夜行动中，有23名未成年人从被迫卖淫中被解救出来。

## 统计分析
向未成年人购买性服务的人大多数是试图“将与儿童性行为合理化”的男性。
尽管大多数的雏妓是女童；但也有人指出，男孩同样遭受到了剥削并且容易被忽视，同时他们还遭受了更多的污名化。根据终止童妓、儿童色情与儿童性贩运组织美国分会（ECPAT-USA）的一项研究表明，尽管在从事卖淫的男孩中，男同性恋、双性恋及疑性恋男孩的比例高于普通人群，虽然他们通常是与同性发生性行为，但是大部分卖淫男孩在性取向上还是异性恋。

## 观点争议

### 公众认知
人类学家希瑟·蒙哥马利（Heather Montgomery）写道，社会对于儿童卖淫的看法在很大程度上是负面的，部分原因是这些儿童通常被看成是被他的父母或家庭给遗弃或出售的。国际劳工组织将儿童卖淫列为“最恶劣的童工劳动形式清单”。在1996年的世界禁止儿童商业性剥削大会（World Congress Against the Commercial Sexual Exploitation of Children）上，将其称为“反人类罪”、“酷刑”和“奴役”。地方法官兼儿童剥削和人口贩卖专家弗吉尼亚·玛丽·肯德尔和律师兼法律教授马库斯·冯克写道，这是一个令人情绪激烈的主题，而对它的预防措施也有多种观点。
|  | 禁止和惩罚剥削儿童的话题引发了强烈的情绪。尽管人们普遍认为，无论是通过互联网还是其他方式，对儿童的性剥削、强迫卖淫、国际或国内以性为目的贩卖儿童和性骚扰都在增加。但在美国或其他地方，观察家们在这些问题上没有什么共识。他们没有意识到这种行为有多严重，或必须采取什么措施来解决。 |

调查记者朱利安·谢尔指出，公众对儿童卖淫的普遍刻板印象一直持续到1990年代，当时出现了一批有组织的反对派；直至那时，警方才开始努力消除这种普遍误解。犯罪学家罗杰·马修斯写道，由于对恋童及儿童性虐待的担忧，以及对年轻人观念的转变，这都导致公众对于儿童卖淫和成年卖淫的态度有着巨大差异。虽然后者通常无法被接受，但前者往往是无法被容忍的。此外他还指出，随着儿童越来越被认为是“无辜”和“纯洁”，人们就越认为儿童卖淫是最严重的奴隶剥削。因为公众态度的转变，所以童妓不再被视为犯罪者而是受害者，故而对他们应该给予治疗而不是惩罚。

### 反对运动
虽然反对儿童卖淫的运动始于1800年代，但是国际上第一次大规模抗议儿童卖淫的示威游行运动却发生在1990年代的美国，这次运动主要是由国际终止童妓组织所倡导的。历史学家朱利乌斯·罗德里格斯将该组织描述为“打击儿童卖淫运动中最重要的组织”，它们是最早关注西方游客在东南亚剥削儿童问题的组织。妇女权利组织与反旅游组织联合起来抗议泰国曼谷的性旅游行为。《时代》所展示的一个泰国青年卖淫者的形象，以及英国出版的词典将泰国形容为“一个有很多卖淫者的地方”等都激起了对性旅游的反对声浪。文化人类学家苏珊·杜威（Susan Dewey）和帕蒂·凯利（Patty Kelly）写道，尽管无法抑制性旅游以及儿童卖淫比例的持续上升，但这些团体“在国内及国际上都引发了舆论”并成功使得媒体第一次广泛地报道了这个主题。国际终止童妓组织随后扩大了关注范围，以抗议全球的儿童卖淫问题。
1990年代后期到2000年代早期，很多地方都出现了为卖淫儿童兴建的庇护所并向他们提供康复方案；同时警方也开始积极调查这一问题。由北极星项目后来所建立的国家人口贩卖资源中心（National Human Trafficking Resource Center）提供了一条全美的免费热线，他们全年无休地接听来自全美任何地方的电话。该热线由北极星项目运营，旨在让呼叫者报告提示并接收有关人口贩运的信息。
反对儿童卖淫及性奴役儿童的运动扩展到欧洲及其他地方，相关组织敦促公众将卖淫儿童视为受害者而不是犯罪者。迄今为止，这个问题在全球依然表现突出，各类组织及相关运动目前仍在持续努力。

## 发展历史

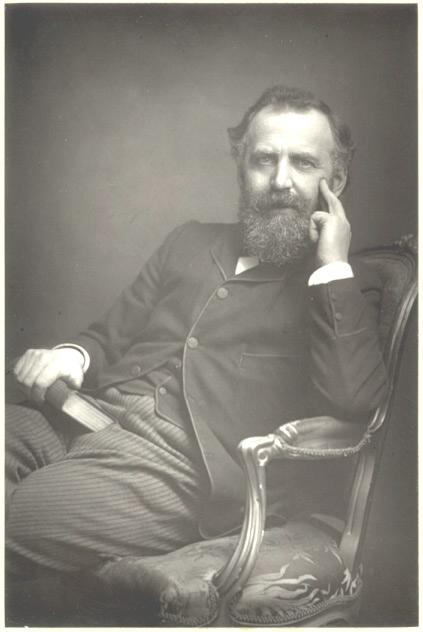
威廉·托马斯·斯蒂德
（摄于1881年）

儿童卖淫现象可以追溯到古代历史时期。青春期前期的男孩在希腊和罗马的妓院卖淫。而按照罗纳德·弗劳尔斯（Ronald Flowers）的说法，“最美丽和最高贵的埃及未婚少女们被迫卖淫……她们沦为妓女直至她们初潮。”